# バート・バスキン
バートン・“バート”・バスキン（Burton "Burt" Baskin、1913年12月17日 - 1967年12月24日）は、アメリカ合衆国の実業家である。義弟のアーヴ・ロビンスと共にアイスクリーム・チェーンのバスキン・ロビンスを創業した。

## 若年期
バスキンは1913年12月12日にイリノイ州ストリーターで生まれた。父のハロルド・バスキンはロシア・スモレンスク州出身、母のアイダ・スーリーはポーランド・ウォムジャ出身で、いずれもユダヤ人である。それぞれ1890年代に渡米した。3人の兄と1人の姉がおり、バスキンは末っ子だった。父はストリーターで衣料品店を35年間経営し、1938年に引退した。
バスキンは1931年にスターラー・タウンシップ高校を卒業し、1935年にイリノイ大学を卒業した。

## キャリア
大学卒業後は父の衣料品店を手伝った後、シカゴのホテル・パーマー・ハウス内に自分の紳士服店を構えた。1942年にシャーリー・ロビンスと結婚した。その弟がアーヴ・ロビンスだった。第二次世界大戦中はアメリカ海軍に入隊した。第1哨戒航空団（後の第1艦隊航空団）に所属し、1942年から1943年にかけて、南太平洋のアメリカ軍の拠点エスピリトゥサント島（現・バヌアツ領）に配属されていた。
バスキンは1946年に除隊した。当時、義弟のアーヴ・ロビンスがカリフォルニア州グレンデールでアイスクリームショップ「スノーバード」(Snowbird)を開いていた。ロビンスは、服を売るよりもアイスクリームを売る方が楽しいとバスキンを説得し、バスキンはカリフォルニア州パサデナでアイスクリームショップ「バートンズ」(Burton's)を開店した。
1948年、バートンズの3店舗とスノーバードの5店舗を1つの会社に統合した。そして、31番目のフレーバーである「チョコレート・ミント」が考案された。その後も新しい店舗を開店させたが、店を増やしすぎたために、個々の店舗を見る時間がどんどん減っているということに2人は気付いた。1985年の『ロサンゼルス・タイムズ』のインタビューで、ロビンスは次のように語っている。「そこで私達は、各店舖の店長に店を売ることを思いついたのです。フランチャイズという言葉が流行する以前から、私達はフランチャイズビジネスに参入していたのです。私達は次の店、また次の店、そのまた次の店と開店させていきました」2人は新しい店舗のオーナーと「フランチャイズ契約」を結び、食品業界では史上初めて店舗をフランチャイズ化した。このアイデアは他の小売業にも広まり、「フランチャイズの時代」が到来した。
1949年、40以上の店舗を持つようになったバスキンとロビンスは、カリフォルニア州バーバンクの農場を購入し、アイスクリームの製造や新しいフレーバーの開発を完全にコントロールできるようになった。
1953年、バートンズとスノーバードという2つのブランドを「バスキン・ロビンス」という1つのブランドに統合した。どちらの名前を先にするかは、コイントスで決定した。同年、「31フレーバー」（31の味）というコンセプトが導入された。1974年に進出した日本では、31を前面に出した「サーティワンアイスクリーム」という店名となっている。
1949年末に43店舗、1960年までに100店舗まで拡大した。1967年にユナイテッド・フルーツに推定1200万ドルで売却したが、そのときには約500店舗を展開していた。ロビンスは売却後も11年間会社に留まり、1978年に引退した。その25年後、バスキン・ロビンスは、世界に5500店舗を展開する世界最大のアイスクリーム・チェーン店となっていた。

## 私生活
1941年にバスキンがシャーリー・ロビンスと交際を始めたときに、シャーリーの弟のアーヴ・ロビンスと出合った。シャーリーとは1942年にワシントン州タコマで結婚した。シャーリーとの間には、エディとリチャードの2人の子供がいた。
バスキンは1967年12月24日にロサンゼルス近郊のスタジオシティの自宅で心臓発作により死去した。遺体はロサンゼルスのホーム・オブ・ピース墓地に埋葬された。バスキンの死後、妻のシャーリーは実業家のイサドール・ファミリアンと再婚した。